# Native Authority
À partir de 1933, certains chefs traditionnels du Nyassaland sont désignés par le gouvernement colonial du protectorat sous le vocable de Native Authorities (« autorités indigènes ») ; ils sont 105 en 1949. Les Native Authorities sont censés agir en tant que gouvernement local dans les zones appelées Native Trust Land, administrées au profit des populations africaines qui y résident, et travailler de concert avec les district officers (« responsables de district ») qui sont les représentants du gouvernement colonial. Ils s'inscrivent dans une forme d'indirect rule, qui est le mode d'administration typique des colonies britanniques d'Afrique dans le deuxième quart du vingtième siècle. En pratique, les Native Authorities du Nyassaland ont moins de pouvoir et moins de revenus que leurs homologues des autres colonies.

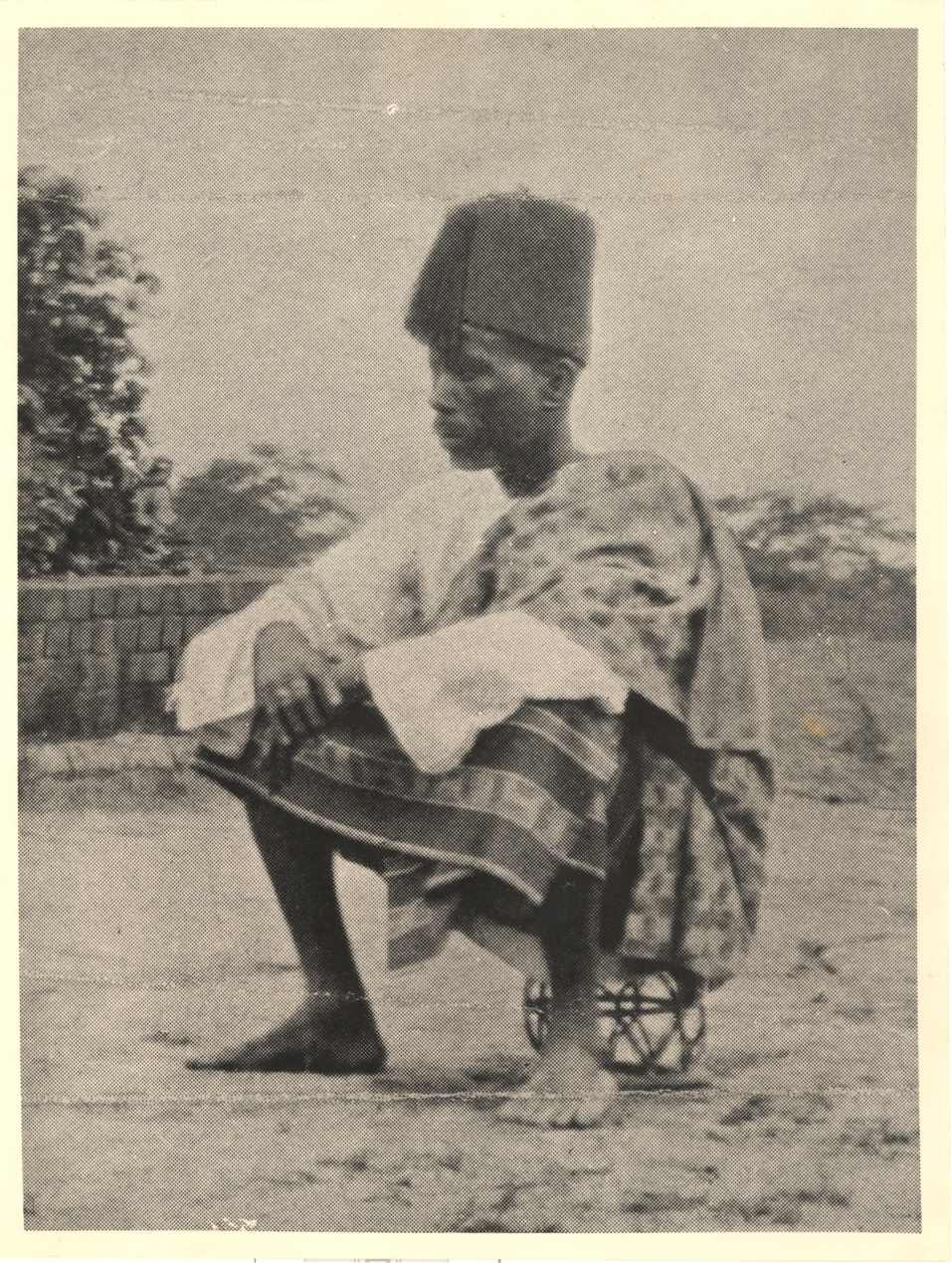
Le « chef » Kanyenda en 1932.

Le système fonctionne à peu près convenablement jusqu'après la Seconde Guerre mondiale. Mais, obligés de faire appliquer les controversées politiques agricoles et foncières du gouvernement colonial et, dans certains cas, impliqués dans l'adhésion du protectorat à la Fédération de Rhodésie et du Nyassaland, ils deviennent impopulaires auprès de la majeure partie de la population africaine. Après 1953, la plupart des pouvoirs détenus par les chefs sont transférés à des « conseils », lesquels deviennent les Native Authorities ; les chefs traditionnels siègent néanmoins dans ces conseils. Après l'indépendance, les autorités, renommées Traditional Authorities (« autorités traditionnelles »), continuent à exercer et les chefs retrouvent leur influence grâce à leur coopération avec le gouvernement d'Hastings Banda.
Il existe un débat, toujours en cours, quant à savoir si le lien entre les autorités autochtones et les gouvernements coloniaux a entraîné un affaiblissement de leur autorité et l'émergence de « nouveaux hommes » éduqués en tant que figures de proue de la communauté africaine, ou si le statut et les pouvoirs administratifs et judiciaires qui leur ont été conférés par l'administration coloniale ont permis aux chefs de se libérer des restrictions pré-coloniales et de devenir despotiques. La mise en place d'une hiérarchie de chefs tribaux suprêmes, de chefs subordonnés et de chefs de village peut également avoir servi à fixer des identités « tribales » auparavant moins rigides.

## L'indirect rule avant 1933
Les deux premiers commissaires coloniaux du Protectorat britannique d'Afrique centrale, Harry Johnstone (en) et Alfred Sharpe, ne reconnaissent pas l'autorité et ne veulent pas impliquer les chefs traditionnels africains dans la gouvernance du protectorat. Cependant, la faiblesse de l'administration coloniale et l'empressement des dirigeants locaux à obtenir une reconnaissance officielle amènent, en 1912, à ce qu'une ordonnance (la District Administration (Native) Ordinance) soit promulguée, qui autorise le gouverneur à nommer un Principal Headman, qui n'a que l'autorité que veut bien lui consentir le représentant colonial (le commissaire de district) sur le district concerné. La plupart des Principal Headmen sont des chefs locaux importants, quoique, dans certains cas, on leur préfère des personnes éduquées par les missionnaires. Chaque Principal Headman est responsable de plusieurs Village Headmen (« chefs de village »), bien qu'il soit précisé que cet arrangement n'est pas destiné à encourager ou à perpétuer la domination des dirigeants traditionnels. Les amendement de 1924 et 1927 à l'ordonnance de 1912 étendent les pouvoirs des Principal Headmen qui peuvent traiter les affaires civiles selon les lois coutumières, collecter les taxes d'habitation (hut tax) et délivrer certaines autorisations.
Le gouverneur du Nyassaland entre 1924 et 1929, Charles Bowring, est un partisan enthousiaste du travail forcé, avec un salaire extrêmement bas, pour les plantations européennes de tabac et pour le travail pour le compte des pouvoirs publics. Il demande au Bureau des Colonies d'approuver l'extension du travail forcé non payé pour les projets de construction de routes, ce qui aurait conduit à l'éloignement des travailleurs de leur domicile. Cette proposition renvoie à la situation du Kenya, où, en 1919, le gouverneur, Edward Northey (en), avait donné des instructions pour forcer les Africains à travailler dans les domaines agricoles des Européens malgré les objections du Bureau des Colonies. Après le scandale causé par les agissements de Northey, le Bureau indique clairement que travail forcé doit être payé, qu'il ne peut être utilisé que pour des projets gouvernementaux et qu'à condition que ce soit absolument nécessaire et enfin, en tout état de cause, que son utilisation suppose l'approbation du Bureau des Colonies.
Charles Bowring avait tenu des postes importants au Kenya entre 1901 et 1924, et le Secrétaire d'État, Leo Amery, qui veut éviter la réitération du scandale Northey, oppose son veto à la proposition. En 1928, il demande à Charles Bowring de prendre en considération une forme d'indirect rule au Nyassaland, et de nommer des chefs locaux comme Native Authorities. Charles Bowring s'y oppose, arguant que l'organisation tribale du Nyassaland est en déréliction ; il est limogé en mai 1929. Son successeur, Shenton Thomas (en), gouverneur de 1929 à 1932, promeut vigoureusement l'indirect rule, donnant pour instruction que le pouvoir des chefs soit renforcé s'il existe, et mis en place s'il n'existe pas encore.

## Création desNative Authorities

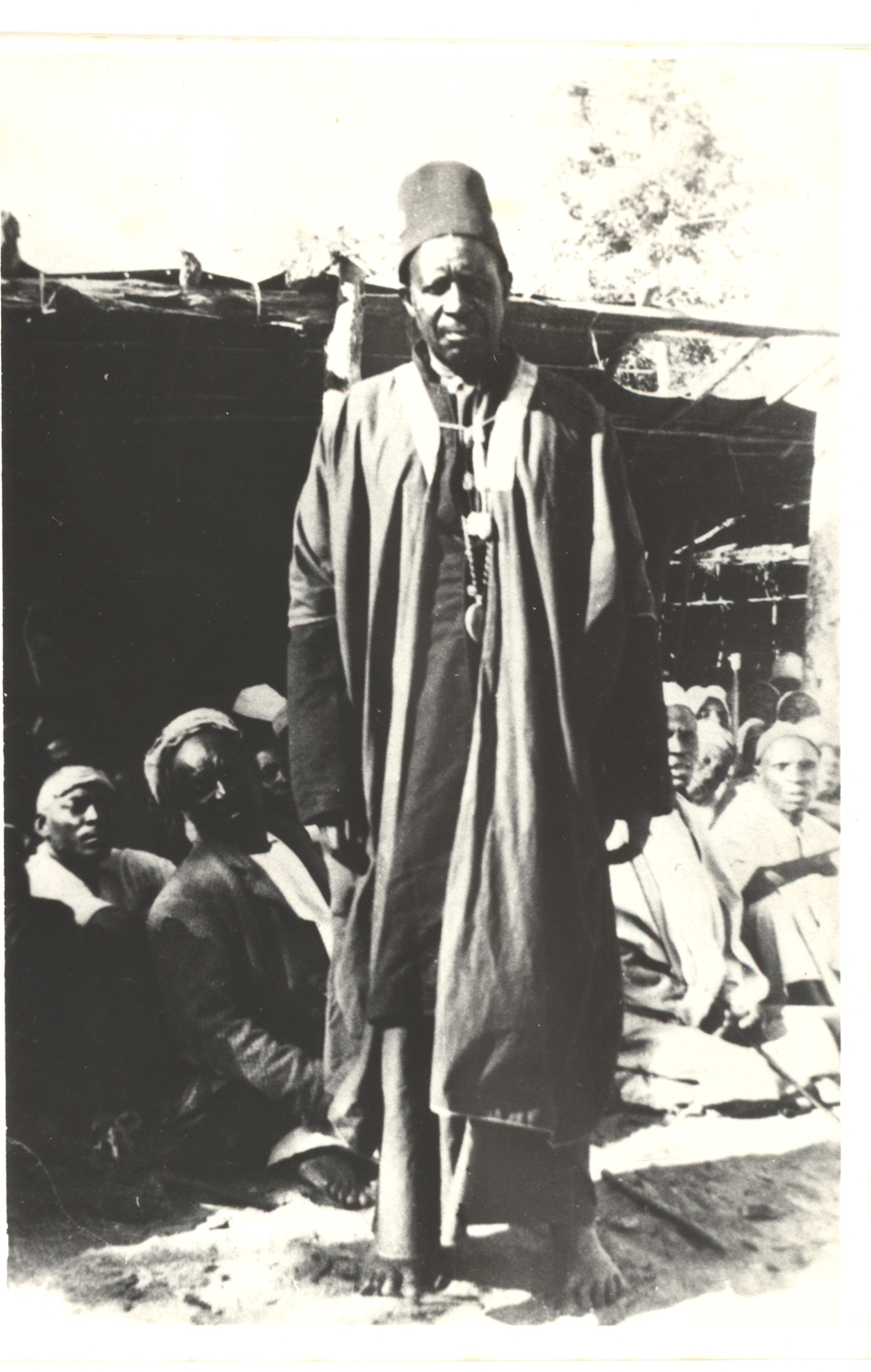
Le chef (1931-1941) Mponda, du district de Mangochi.

Quoique l'intention de Shenton Thomas ait été d'introduire l'indirect rule sur les bases proposées par Frederick Lugard, il en est empêché par les effets économiques de la crise de 1929 ; promu gouverneur de la Côte-de-l'Or, il laisse à son successeur, Hubert Winthrop Young (en), gouverneur de 1932 à 1934, le soin d'introduire une version de ses propres propositions, atténuée pour amadouer les colons, opposés à une indirect rule à large échelle. Dans la législation mise en place par Hubert Young, en contradiction avec les principes de Lugard, les Native Authorities n'ont pas de responsabilités financières et les Native Courts (« cours de justice autochtones ») n'ont pas autorité sur les affaires concernant les domaines fonciers des Européens. Ce n'est qu'en 1940 que les Native Authorities obtiennent un rôle nomimal dans la collecte des impôts,.
Le choix des personnes devant être désignées Native Authoritie crée plusieurs difficultés, quoique le principe soit de se fonder sur l'histoire locale et les traditions. Globalement, les personnes choisies pour être Principal Headman selon la législation de 1912 deviennent une Native Authoritie ; mais, dans certains cas, des Principal Headmen éduqués sont choisis au détriment des dirigeants traditionnels lorsque les populations locales reconnaissent leur légitimité. En outre, l'aspiration des Ngoni du nord du Nyassaland à voir nommer le fils de leur dernier chef est satisfaite lorsqu'il est autorisé à faire revivre le titre de Mbelwa, tandis que les Principal Headmen déjà en place deviennent des chefs qui lui sont subordonnés,. Un arrangement similaire est trouvé avec les Ngoni du sud, où le descendant du dernier chef est élevé à la dignité de Principal Headman et est autorisé à faire revivre le titre de Gomani.
Certains groupes ethniques, tels les Batonga, n'ont pas de traditions concernant les « chefs » ; par ailleurs, dans certains cas, les bouleversements militaires du XIXe siècle font qu'il n'existe pas de candidat incontestablement légitime ou bien encore il se présente des cas de figure où les Principal Headmen ne font pas partie du groupe ethnique qu'ils sont censés gouverner. Ainsi, dans la partie nord de la basse vallée de la Shire, qui jusqu'au milieu du XIXe siècle est peuplée presque exclusivement par des Mang'anja, les Principal Headmen sont des Makololo, venus en 1862 du Botswana en tant que porteurs pour le compte de David Livingstone, et qui avaient chassé les Mang'anja. En d'autres endroits, les chefs Mang'anja sont maintenus en tant que Principal Headmen alors que la population appartient massivement au peuple Sena, migrants récents venus du Mozambique. Enfin, même parmi les chefs Mang'anja, il existe une concurrence quant à la légitimité des uns et des autres.

## Territoires
Les Native Authorities gouvernent les territoires ayant le statut, créé en 1916, de Native Trust Land. Au début du XXe siècle, les juristes du Bureau des Affaires étrangères et du Commonwealth considèrent que le fait d'instituer un protectorat sur un territoire confère à la Couronne le droit de disposer des terres correspondantes à son gré. En 1902, un « décret en conseil » du Protectorat britannique d'Afrique centrale donne le statut de terres de la Couronne à tout le protectorat. En 1904, Alfred Sharpe, commissaire de 1896 à 1907, reçoit le pouvoir de créer des terres dites autochtones grâce la Native Locations Ordinance. Vers 1913, les terres dites autochtones représentent 6,6 millions d'acres sur les 22,3 millions couverts par le protectorat et 2,6 millions d'acres de terres de la Couronne sont identifiées comme futures terres autochtones.
Un ordonnance foncière de 1916 confère aux terres autochtones le statut de Native Trust Land, censées être administrées pour le bénéfice des communautés africaines. Cette législation ne prévoit pas que ces terres soient gérées par les Africains et leurs dirigeants car, au sens formel, l'indirect rule n'est introduite qu'en 1933-1934 ; cependant, en pratique, les chefs traditionnels gèrent au jour le jour la répartition des terrains. Lorsque les Native Authorities sont institués, ils obtiennent le pouvoir formel sur la quasi-totalité de ces terres.

## Fonctions

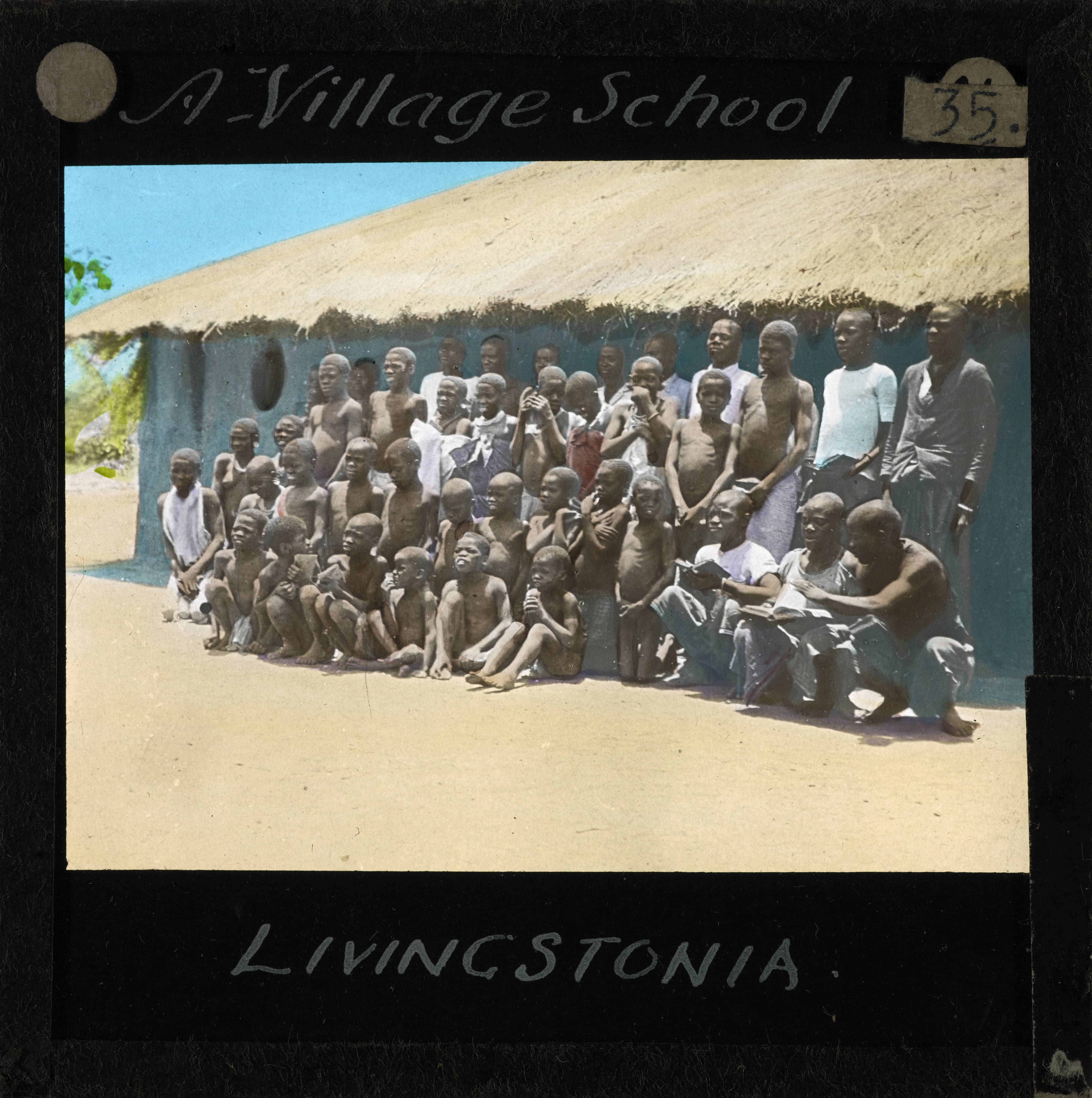
Élèves d'une école missionnaire à Livingstonia, 1910.

En comparaison avec le nord du Nigeria, où Frederick Lugard avait testé l'indirect rule, ou avec le Tanganyika, les Native Authorities du Nyassaland sont significativement sous-financés. On leur accorde deux pence sur six shillings prélevés via la taxe d'habitation (hut tax), ce qui est cependant mieux que ce que percevaient les Principal Headmen précédents. En outre, les Native Authorities peuvent percevoir des redevances et des loyers en provenance des Native Trust Land, une source de revenus supplémentaire au moment où les fermiers européens souhaitent cultiver le tabac. Néanmoins, en dehors des districts dévolus à la culture du tabac, ces revenus sont très faibles ; ensemble, tous les districts de la province du Sud ne rapportent que 880 £ en 1935. Cela ne laisse qu'une très faible marge de manœuvre pour promouvoir le développement social, bien que certains essaient de fournir une éducation primaire, de bâtir des dispensaires, d'organiser des marchés ou de construire des routes en milieu rural.
Le plan de développement des cinq ans qui suivent la fin de la Seconde Guerre mondiale met l'accent sur l'éducation primaire et conduit à la création de nombreuses Native Authority schools (« écoles autochtones »), alternatives à la domination des écoles des missionnaires en zones rurales. Cela se poursuit avec le second plan qui commence en 1950, mais le gouvernement n'autorise cela que dans les endroits où les chefs traditionnels sont considérés comme des soutiens solides au gouvernement colonial.
En matière judiciaire, une ordonnance de 1933 institue les cours autochtones de justice, qui appliquent les lois coutumières. Elles remplacent le pouvoir judiciaire direct des chefs, mais ces derniers siègent comme conseillers et évaluateurs. À l'origine, ces tribunaux autochtones sont prudents dans l'exercice de leurs prérogatives, infligeant en général des amendes ou ordonnant de verser des indemnités. À partir du début des années 1940, ils sont plus disposés à prononcer des peines d'emprisonnement, voire de flagellation, notamment lorsqu'ils sont sollicités par le gouvernement dans des affaires où les réglementations coloniales sont considérées comme bafouées. Leurs sujets principaux sont cependant des cas de justice civile, notamment les affaires matrimoniales,.

## Déclin après la Seconde Guerre mondiale
Jusqu'au milieu des années 1940, le système est globalement bien accepté par les personnes qui y sont soumises et nombre des chefs sont vus comme des réformateurs modernistes, dans la limite que leur impose leur rôle. Dans la période qui suit la Seconde Guerre mondiale, époque de changements politiques et économiques, les Native Authorities deviennent de plus en plus impopulaires, considérant qu'ils contribuent à imposer les mesures controversées concernant la propriété des terres. Certains dirigeants traditionnels sont opposés à ces mesures et ne coopèrent que mollement avec le colonisateur, suffisamment pour ne pas être déposés tout en évitant de perdre leur légitimité et leurs soutiens populaires en faisant preuve d'un enthousiasme excessif. Au début des années 1950, l'indirect rule ne fonctionne pratiquement pas dans la plupart des zones sous l'autorité des Native Authorities, et l'initiative politique est essentiellement le fait du Nyasaland African Congress,.
Gouverneur de 1942 à 1947, Edmund Charles Smith Richards (en) est favorable au système des Native Authorities bien qu'en 1946 le Secrétaire d'État aux Colonies, Arthur Creech Jones, demande aux gouverneurs des colonies d'Afrique de développer un système de gouvernement local plus démocratique et d'impliquer les personnes éduquées dans les prises de décision. Le gouverneur suivant, Geoffrey Francis Taylor Colby (en), à la tête du protectorat entre 1948 et 1956, met au point un système de conseils consultatifs, dans lesquels des personnes nommées par le gouvernement conseillent les Native Authorities ; s'y ajoutent des conseils de plus haut niveau pour chaque district et chaque province. La trésorerie des Native Authorities est aussi, en 1949, mutualisée, afin de tendre vers une meilleure efficacité. Tout cela est néanmoins insuffisant pour enrayer le déclin du système,.
L'ordonnance de 1933 sur les autorités autochtones est remplacée en 1946 puis en 1955. Dans l'ordonnance de 1955, un Native Authoritie est défini comme un dirigeant traditionnel autochtone, ou comme n'importe quel Africain ou comme un conseil ou comme un groupe nommé à cet effet dans une zone donnée. Selon une législation de 1953, la plupart des pouvoirs détenus par les dirigeants à titre individuel sont transférés aux conseils, dans lesquels ces mêmes dirigeants siègent, en général à leur tête.

## Après l'indépendance

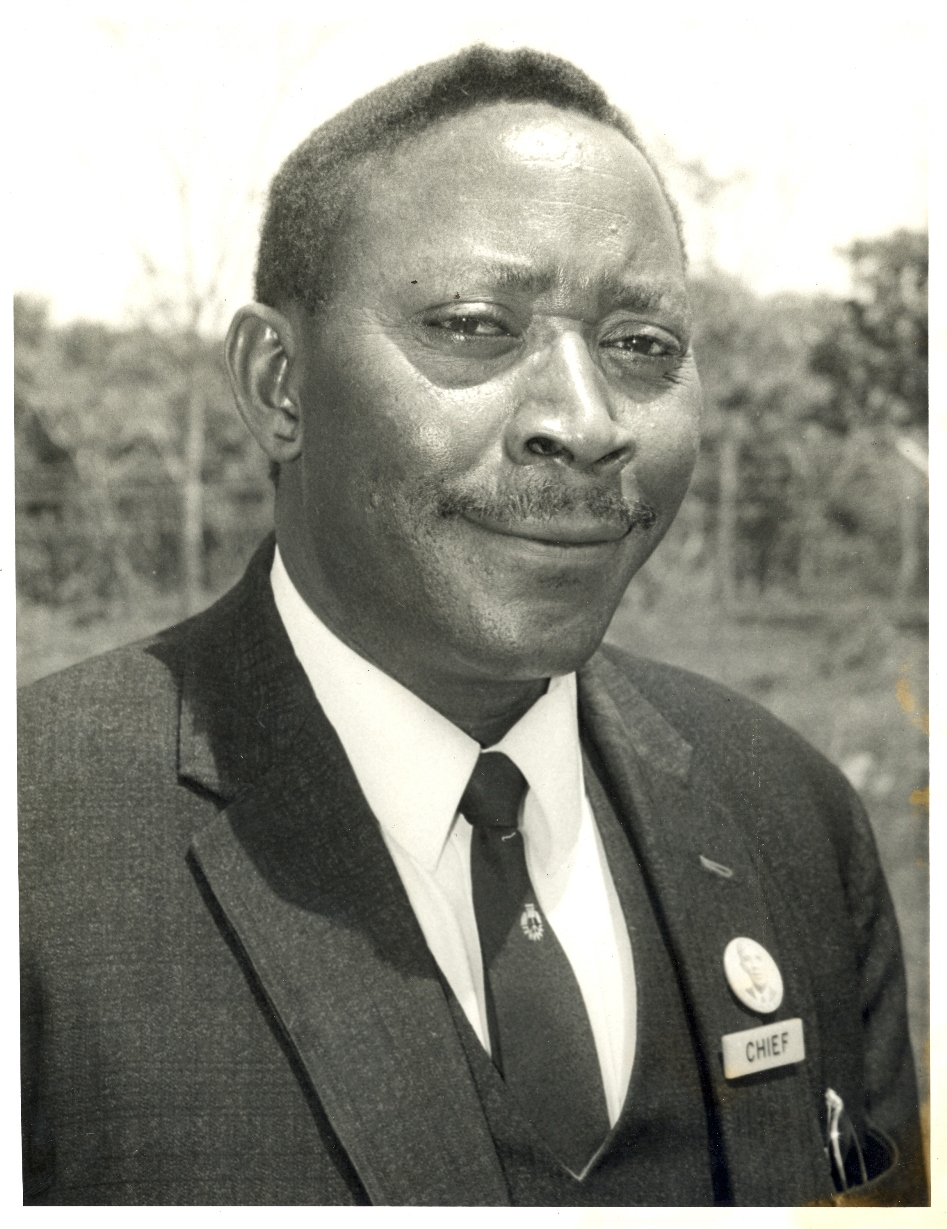
L'inkosi (« chef suprême ») Mbelwa III, décédé en 1983, dirigeant traditionnel des Ngoni.

Le Nyassaland devient le Malawi, pays indépendant, en 1964. Le gouvernement malawite promulgue le Chiefs Act en 1967, afin de restaurer l'autorité des dirigeants traditionnels. Cela implique la reconnaissance et la nomination de « chefs suprêmes » (Paramount Chiefs), de « chefs principaux » (Senior Chiefs), de « chefs » (Chiefs), de « sous-chefs » (Sub-Chiefs), de « conseillers » (Councillors) et de « chefs de village » (Village Headmen) qui, en tant qu'autorités traditionnelles, sont chargés de préserver la paix et de développer leurs communautés conformément au droit coutumier. Sous la présidence d'Hastings Banda, le statut des chefs et leur droit à allouer les terres et les ressources en font un rouage essentiel de l'appareil d'État,. Après la restauration du multipartisme en 1993, un grand nombre des prérogatives auparavant centralisées sont confiées aux « conseils de district », en 1998 ; les chefs deviennent membres de droit de ces conseils mais leur fonction dans le gouvernement local, leur contrôle sur les terres et leur rôle judiciaire dans les tribunaux traditionnels prennent fin.